# 康-蒂基
《康-蒂基》（挪威語：Kon-Tiki）是一部挪威紀錄片，講述了由挪威探險家兼作家托尔·海尔达尔率領的康提基号遠征隊的故事，於1950年在瑞典、挪威、芬蘭和丹麥上映，隨後於1951年在美國上映，由托尔·海尔达尔執導，奧爾·諾德瑪剪輯，於1951年在第24届奥斯卡金像奖上獲得奥斯卡最佳纪录片奖。这项奧斯卡奖被正式頒給了奧爾·諾德瑪。
學院電影檔案館於2013年保存了《康-蒂基》。

## 内容
這部電影开头是一段介绍，解释了海尔达尔的理论，然後是解釋木筏的建造和從秘魯启航的影像资料。此后是船员们在船上的影片，由他们自己拍摄，并由海尔达尔撰写并翻译评论。整部電影是黑白的，用一台16毫米相機拍攝。
《康-蒂基》的少量彩色镜头确实存在。